# Langweid am Lech
Langweid am Lech is een gemeente in de Duitse deelstaat Beieren, en maakt deel uit van het Landkreis Augsburg.
Langweid am Lech telt 8.432 inwoners. Het is de thuisplaats van de professionele tafeltennisclub TTC Langweid.